# 大濱崎卓真
大濱崎 卓真（大濱﨑 卓真、おおはまざき たくま、1988年1月27日 - ）は、日本の選挙プランナー、選挙コンサルタント。行政書士。

## 略歴
東京都出身。青山学院高等部卒業、青山学院大学経営学部中退。2010年に選挙コンサルティングのジャッグジャパンを設立、代表取締役を務める。2020年度地理空間情報の活用等に関する関東地域連携協議会臨時構成員、2021年度経営情報学会代議員。2021年10月29日、高安健将、ケネス・盛・マッケルウェインと日本外国特派員協会にて第49回衆議院議員総選挙の分析について記者会見した。
衆議院議員選挙や参議院議員通常選挙、首長・地方議会議員選挙に選挙プランナーとして携わるほか、各種媒体・番組に政治アナリストとして出演・寄稿している。

## 関わった選挙で勝利したもの

### 2022年長崎県知事選挙
2022年2月20日に行われた長崎県知事選挙では、自民党長崎県連・日本維新の会推薦の新人、大石賢吾の現場を取り仕切った。大石は、4選を目指す現職の中村法道をわずか541票差で破り、初当選を果たした

### 2023年佐世保市長選挙
2023年4月23日に行われた佐世保市長選挙は、長崎県医師連盟佐世保支部、長崎県歯科医師連盟、連合長崎などが推薦する前県議の宮島大典と、自民党長崎県連、同佐世保支部が推薦する前市議の橋之口裕太の実質的な一騎打ちとなった。大濱崎は大石賢吾と谷川弥一が支援する宮島の陣営に入り、宮島が初当選を果たした。

### 2023年衆議院議員長崎4区補欠選挙
2023年5月20日、長崎4区選出の北村誠吾が在職中に死去。北村の死去に伴い同年10月22日に行われた衆議院議員選挙補欠選挙（長崎県第4区）では、自民党公認の金子容三の陣営に入った。比例九州ブロック選出の立憲民主党の末次精一は議員辞職して立候補した。選挙情勢は岸田内閣の支持率が低調で推移するなか、「苦戦」や「（相手候補の）末次優位」との論評もされたが、7,016票差による金子の勝利を導いた。なお、同補選における末次の惜敗率（87.0%）は、第49回衆議院議員総選挙の比例九州ブロックにおける立憲民主党の比例復活次点者（川内博史、88.1%）の惜敗率にも満たない結果であり、前回総選挙での北村と末次との票差が391票だったことなどから、「思った以上に差がついた」との声が上がった

## 執筆・出演

### 連載
- Yahoo!ニュース 個人（ヤフー (企業)）[13]
- 論座（朝日新聞社）

### 出演
- 讀賣テレビ放送 - 「情報ライブ ミヤネ屋」
- TBSテレビ - 「ビビット」[14]
- フジテレビジョン - 「めざまし8」「バイキングMORE」
- テレビ朝日 - 「羽鳥慎一モーニングショー」[15]「スーパーJチャンネル」
- BSテレビ東京 - 「日経ニュース プラス9」
- 鳳凰衛視
- ABEMA Prime
- 文化放送 - 「斉藤一美 ニュースワイドSAKIDORI!」[16]
- ポリタスTV